# Sonnenbraut
In der Gattung Sonnenbraut (Helenium) aus der Familie der Korbblütler (Asteraceae) sind etwa 32 Pflanzenarten zusammengefasst. Ihr großes Verbreitungsgebiet erstreckt sich über Nord-, Mittel- und Südamerika. Einige Sorten werden als Zierpflanzen genutzt. Die Pflanze ist nach Helena benannt.

## Beschreibung

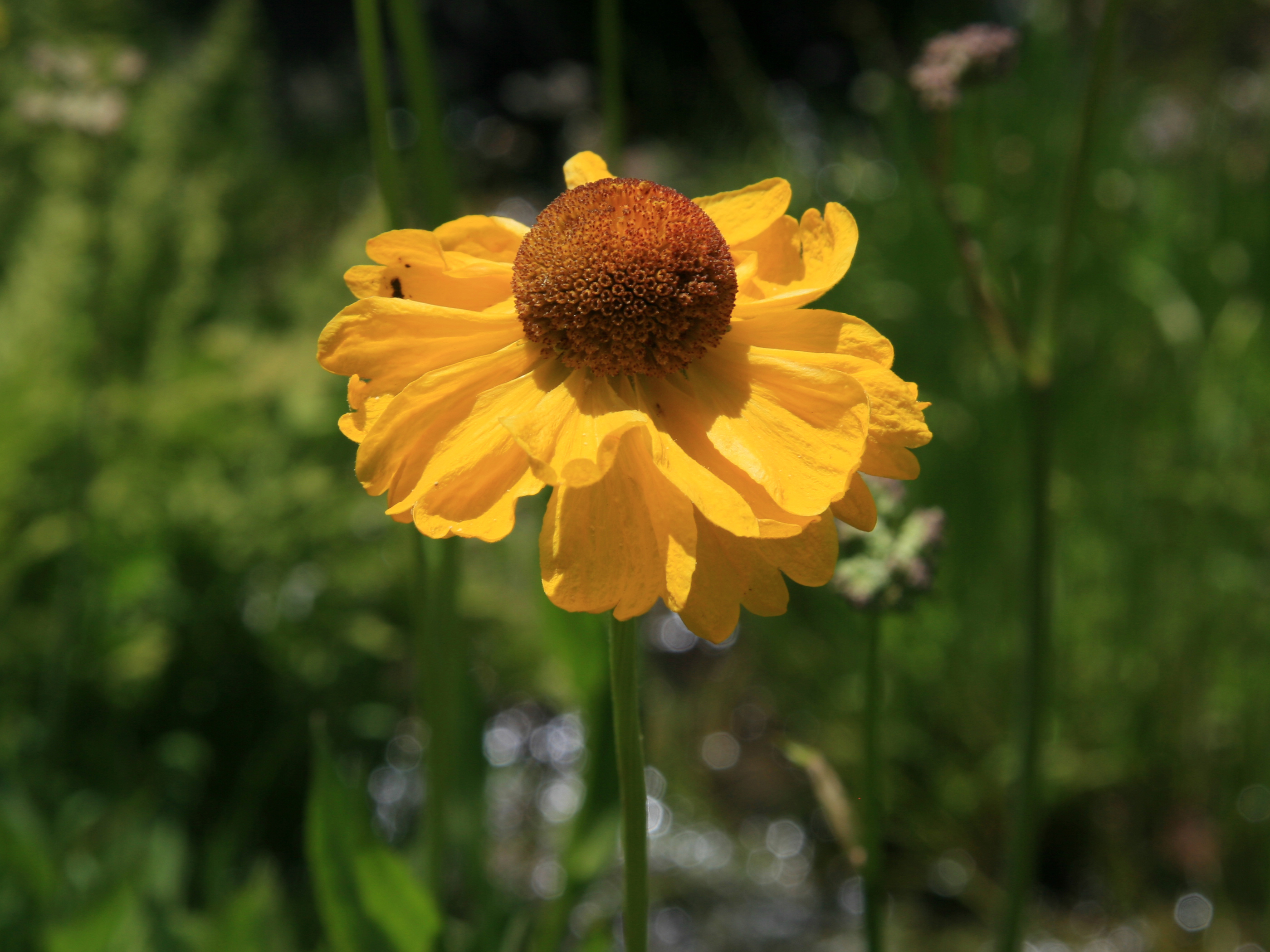
Bigelows Sonnenbraut (Helenium bigelovii)

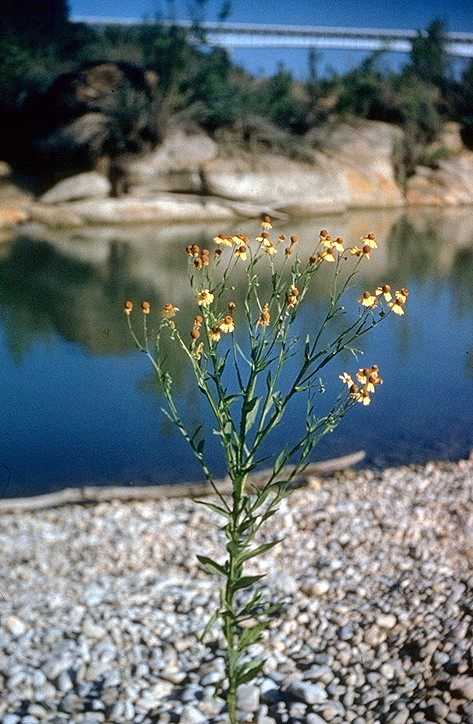
Helenium elegans

Die Sonnenbraut-Arten sind einjährige oder mehrjährige krautige Pflanzen. Die beblätterten Stängel stehen aufrecht und erreichen Wuchshöhen von etwa 10 bis 160 Zentimetern. Die wechselständigen Laubblätter sind oval, lanzettlich bis linealisch geformt, manchmal fiederschnittig. Blätter und Stängel können bei verschiedenen Arten behaart oder glatt sein. Durch herablaufende Blattbasen sind die Stängel oft geflügelt. 
Jeder Stängel trägt einen oder meist mehrere körbchenförmige Blütenstände. Diese sind kugelig oder halbkugelförmig und von zwei Reihen Hüllblätter umfasst. Die Zungenblüten fehlen oder sind gelb, orange, rot, rot-braun, gelegentlich auch zweifarbig. Die Röhrenblüten sind mit 75 bis über 1000 pro Blütenstand zahlreich vorhanden, die vier- oder fünfzipflige Krone ist gelb, gelb-grün oder rötlich gefärbt. Die Früchte sind Achänen mit Pappus.

## Verwendung
Sorten einiger weniger Arten werden als Zierpflanzen genutzt. Das Farbspektrum umfasst warme gelbe, orange, rote und rot-braune Farben, die Blütezeit erstreckt sich von Juli bis September. Karl Foerster züchtete einige auch heute noch erhältliche Sorten aus Helenium bigelovii und Helenium autumnale. Da diese Arten aus feuchten Wiesen stammen, sollten die Pflanzen bei anhaltender Trockenheit gewässert werden. Vom Arbeitskreis Staudensichtung wurden 2005 die im Handel erhältlichen Sorten bewertet. Sonnenbraut ist die Staude des Jahres 2008.

## Arten

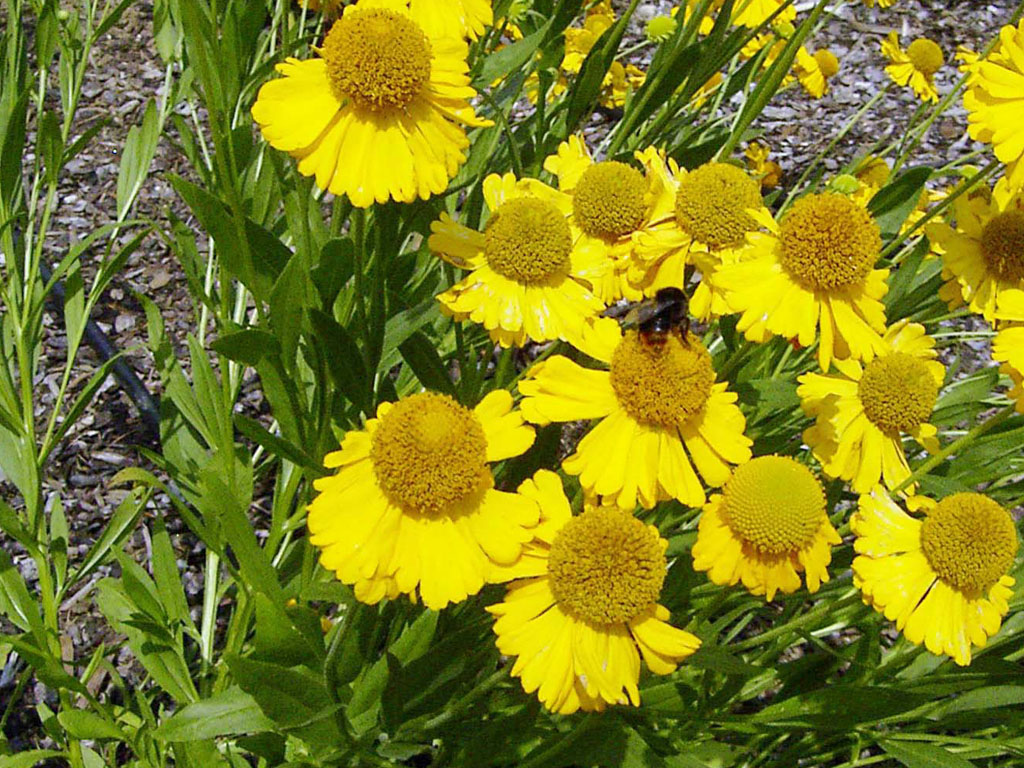
Helenium autumnale in der Sorte 'Pumilum Magnificum'

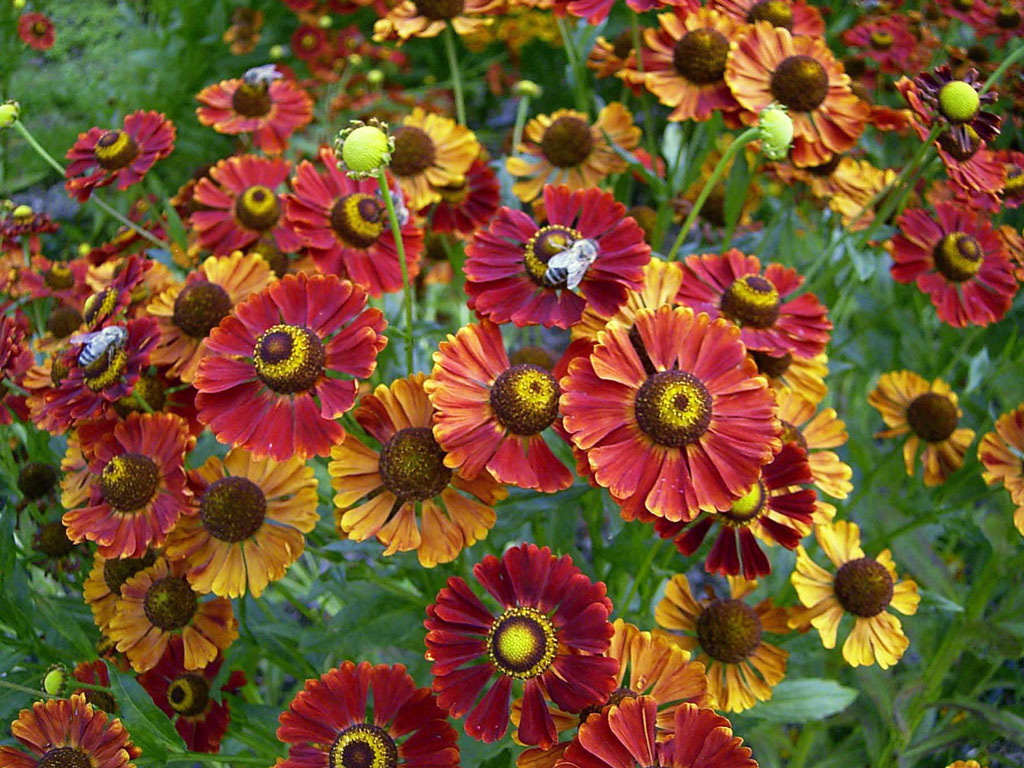
Blütenkörbe der Helenium-Hybride Sorte 'Dunkle Pracht'

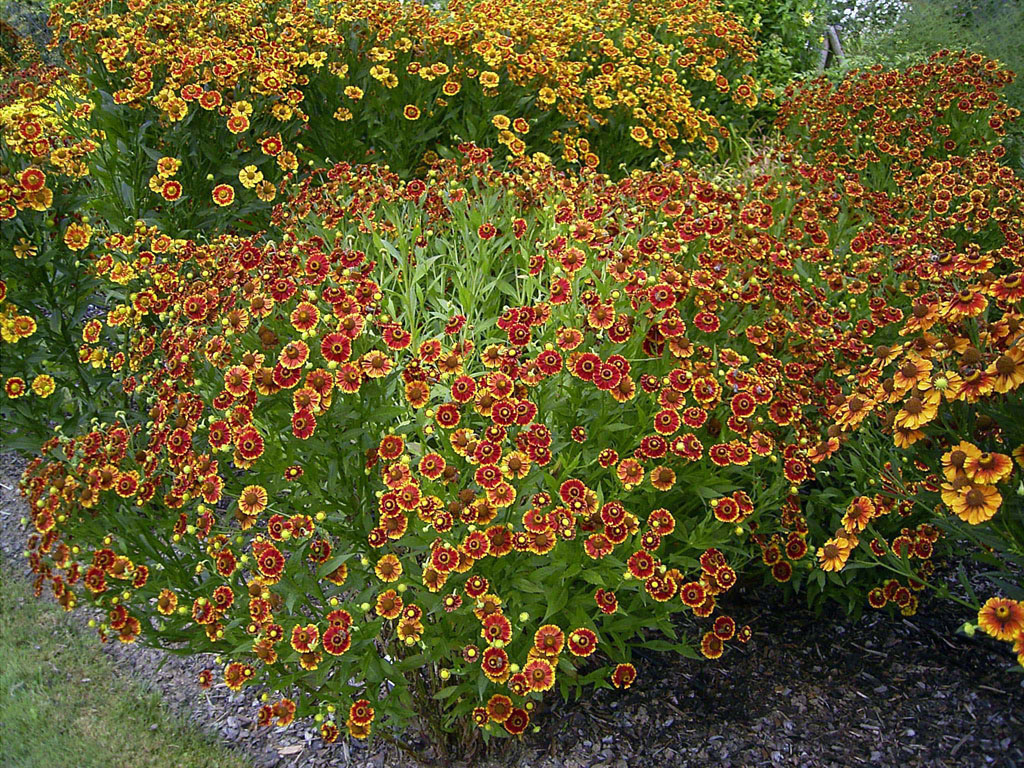
Helenium-Hybride Sorte 'Fiesta'

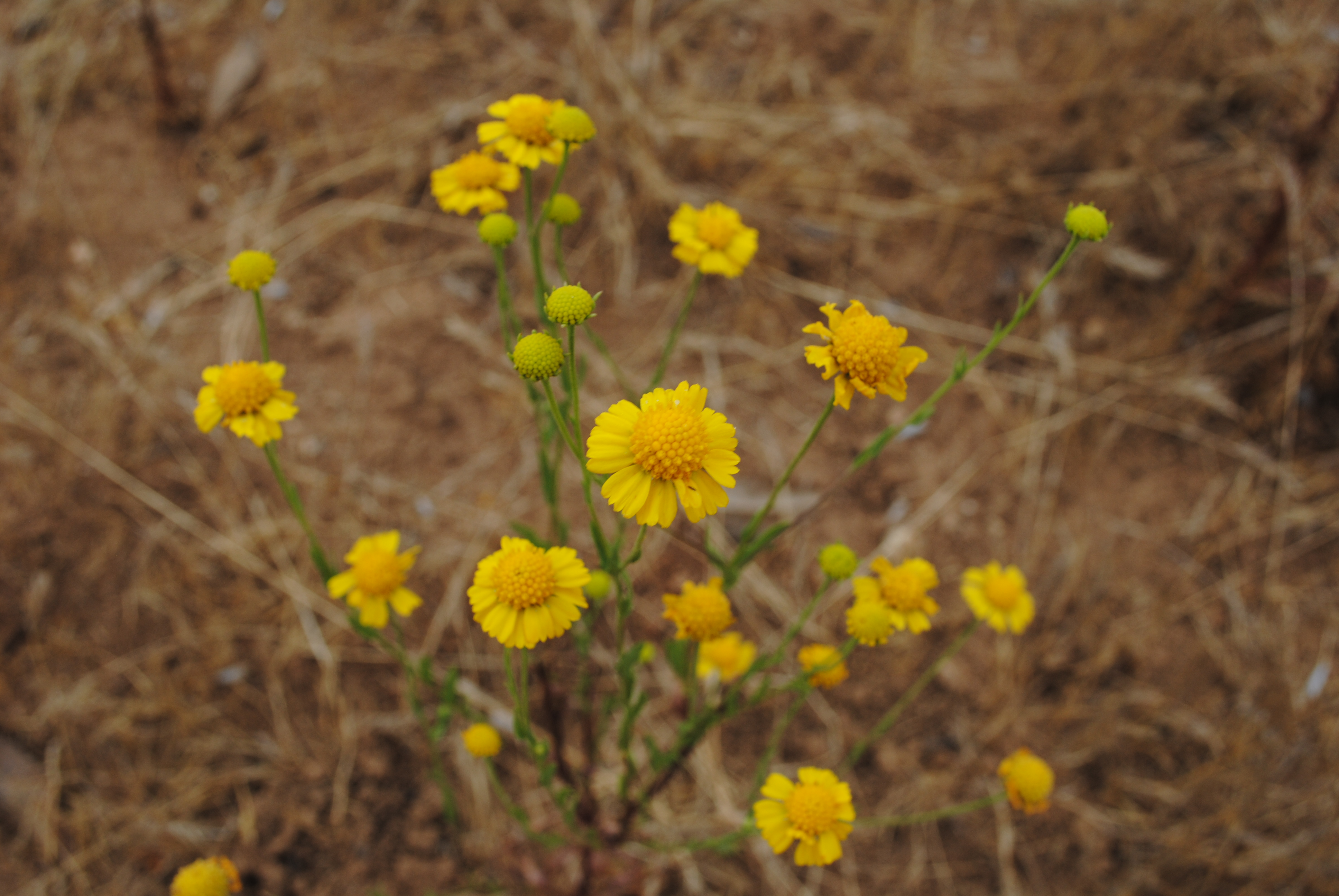
Helenium urmenetae

Carl von Linné beschrieb 1753 als erster die Sonnenbraut wissenschaftlich mit der einzigen damals bekannten Art Helenium autumnale. Die im Handel unter dem Namen Helenium hoopesii anzutreffenden Pflanzen gehören zur Gattung Hymenoxys. 
Hier ist eine Auswahl von heute bekannten Arten in der Gattung Helenium:
- Helenium amarum (Raf.) H. Rock: Die Heimat sind die Vereinigten Staaten, Kuba und Hispaniola sowie die mexikanischen Bundesstaaten Chihuahua und Coahuila.[7]
- Helenium arizonicum S.F. Blake: Sie kommt nur in Arizona in Höhenlagen zwischen 1800 und 2400 Metern vor.
- Helenium aromaticum (Hook.) L. H. Bailey: Sie kommt nur in Chile vor.[7]
- Helenium atacamense Cabrera: Sie kommt nur in Chile vor.[7]
- Gewöhnliche Sonnenbraut (Helenium autumnale L.): Die Heimat ist Kanada, Mexiko und die Vereinigten Staaten.
- Bigelows Sonnenbraut (Helenium bigelovii A. Gray): Sie kommt nur in Oregon und Kalifornien in Höhenlagen zwischen 60 und 3400 Metern vor.
- Helenium bolanderi A. Gray: Sie kommt in Kalifornien und Oregon in Höhenlagen zwischen 30 und 200 Metern vor.
- Helenium brevifolium (Nuttall) Alph. Wood: Sie kommt in Alabama, Florida, Georgia, Louisiana, Missouri, North Carolina und Virginia in Höhenlagen zwischen 0 und 80 Metern vor.
- Helenium campestre Small: Sie kommt nur in Arkansas in Höhenlagen zwischen 100 und 200 Metern vor.
- Helenium drummondii H. Rock: Sie kommt in Arkansas, Louisiana und Texas in Höhenlagen zwischen 10 und 50 Metern vor.
- Helenium elegans DC.: Die Heimat ist Arkansas, Oklahoma, Texas und die mexikanischen Bundesstaaten Coahuila, Nuevo León, San Luis Potosi und Tamaulipas.
- Purpur-Sonnenbraut (Helenium flexuosum Raf.): Sie kommt im östlichen Kanada und in den Vereinigten Staaten in Höhenlagen zwischen 10 und 900 Metern vor.
- Helenium glaucum (Cav.) Stuntz: Sie kommt in Chile vor.[7]
- Helenium linifolium Rydberg: Sie kommt in Texas in Höhenlagen zwischen 10 und 200 Metern vor.
- Helenium microcephalum DC.: Sie kommt in Arizona, Oklahoma, New Mexico, Texas und in den mexikanischen Bundesstaaten Coahuila, Durango, Nuevo León,  San Luis Potosi und Tamaulipas vor.
- Helenium pinnatifidum (Schweinitz ex Nuttall) Rydberg: Sie kommt in Florida, Georgia, North Carolina und South Carolina in Höhenlagen zwischen 10 und 50 Metern vor.
- Helenium puberulum DC.: Sie kommt ursprünglich nur in Kalifornien und in Baja California vor und ist in Neuseeland ein Neophyt.[7]
- Helenium quadridentatum Labillardière: Sie kommt in Alabama, Louisiana, Missouri, Pennsylvania, Texas, in Mexiko, Belize und Guatemala und auf Kuba vor.
- Helenium thurberi A. Gray: Sie kommt in Arizona und in Mexiko in Höhenlagen zwischen 30 und 1600 Metern vor.
- Helenium urmenetae (Phil.) Cabrera: Sie kommt nur in Chile vor.[7]
- Helenium vernale Walter: Sie kommt in Alabama, Florida, Georgia, Louisiana, Missouri, North Carolina und South Carolina in Höhenlagen zwischen 10 und 50 Metern vor.
- Helenium virginicum S.F. Blake: Sie kommt nur in Virginia und Missouri in Höhenlagen zwischen 300 und 500 Metern vor.

Nicht mehr zur Gattung Helenium werden gerechnet:
- Hoopes Sonnenbraut (Helenium hoopesii A. Gray) =>  Hymenoxys hoopesii (A. Gray) Bierner